# Just for You
| Оценки критиков | Оценки критиков |
| Источник        | Оценка          |
| --------------- | --------------- |
| Allmusic        | [ 1 ]           |

Just for You — второй студийный альбом певца Нила Даймонда, выпущенный в 1967 году. Как и предыдущий дебютный альбом, он никогда не был издан на CD, но два трека из него впоследствии вошли в сборник Classics: The Early Years. В разное время все песни альбома попали в другие релизы (на «А» или «Б» сторонах). Многие из этих песен стали хитами: например, «You Got to Me» (#18), «Girl, You’ll Be a Woman Soon» (#10), «Thank the Lord for the Night Time» (#13), «Red Red Wine» (#62), и «Shilo» (#24 в 1970). Также в альбом включена песня «Cherry Cherry», ставшая хитом за год до релиза Just for You . Хотя другая их популярная песня «Kentucky Woman» в альбом не попала. Песня «Solitary Man» также была включена в дебютный альбом Нила в версии 1966 года. В дальнейшем этот сингл будет переиздан в 1970 году и достигнет 21 места в чартах. Это первый альбом Даймонда, состоящий полностью из оригинального материала, и последний, который был выпущен на лейбле Bang Records.

## Список композиций
Автор всех песен — Нил Даймонд.
| №  | Название                       | Длительность |
| -- | ------------------------------ | ------------ |
| 1. | «Girl, You'll Be a Woman Soon» | 2:48         |
| 2. | «The Long Way Home»            | 2:29         |
| 3. | «Red Red Wine»                 | 2:42         |
| 4. | «You'll Forget»                | 2:50         |
| 5. | «The Boat That I Row»          | 2:40         |
| 6. | «Cherry, Cherry»               | 2:27         |

| №  | Название                            | Длительность |
| -- | ----------------------------------- | ------------ |
| 1. | «I'm a Believer»                    | 2:43         |
| 2. | «Shilo»                             | 3:23         |
| 3. | «You Got to Me»                     | 2:45         |
| 4. | «Solitary Man»                      | 2:33         |
| 5. | «Thank the Lord for the Night Time» | 2:55         |

## Позиции в чартах
| Чарт (1967)      | Пик позиции |
| ---------------- | ----------- |
| US Billboard 200 | 80          |